# Dåbsfad
Dåbsfad eller dåbskedel, er en løs indsats til døbefonten i en kirke. Det er som regel af metal, og ofte udsmykket med bibelske motiver. Dåb finder i almindelighed sted i kirken under en gudstjeneste.